# Subdivisions de l'État de l'Alaska
L'État de l'Alaska n'est pas divisé en comtés comme 48 des 50 États des États-Unis (la Louisiane étant quant à elle divisée en paroisses), mais la subdivision de base est nommée « borough » (arrondissement) ; l'Alaska en compte 20 (19 boroughs organisés et 1 borough non-organisé). 
Le borough non-organisé, à l'inverse de tous les autres États américains, n'appartient à aucun borough ou équivalent. Ce territoire est rattaché à des « census areas » (zones de recensement) par le Census Bureau, mais il n'est doté d'aucun gouvernement local propre.

## Boroughs

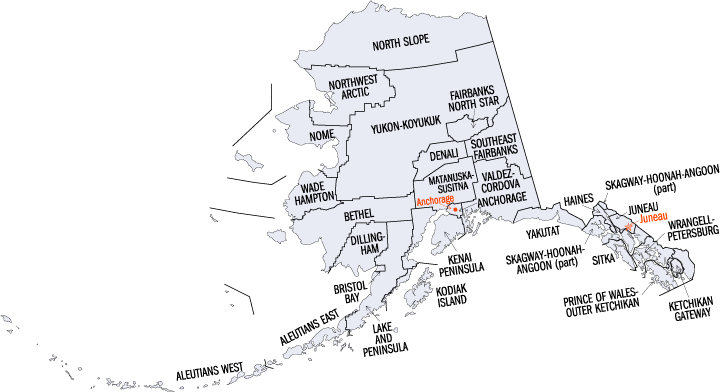
Carte des boroughs et des census areas de l'Alaska

Dans sept cas, il s'agit de zones où une municipalité et un borough ont été fusionnés :
- Anchorage
- Juneau
- Petersburg
- Sitka
- Skagway
- Wrangell
- Yakutat

Les treize autres boroughs couvrent des zones plus importantes et peuvent posséder plusieurs municipalités (entre parenthèses, leur siège) :
- Aleutians East (Sand Point)
- Bristol Bay (Naknek)
- Denali (Healy)
- Fairbanks North Star (Fairbanks)
- Haines (Haines)
- Kenai Peninsula (Soldotna)
- Ketchikan Gateway (Ketchikan)
- Kodiak Island (Kodiak)
- Lake and Peninsula (King Salmon)
- Matanuska-Susitna (Palmer)
- North Slope (Barrow)
- Northwest Arctic (Kotzebue)
- Borough non-organisé

Le borough non-organisé ne possède aucun gouvernement local propre (en dehors des éventuelles municipalités qui s'y trouvent). En dehors de ces zones, l'État d'Alaska gère directement une partie limitée des services publics.

## Régions de recensements
À partir du recensement de 1970, le bureau du recensement des États-Unis a divisé le borough non-organisé en 11 régions de recensement (census areas en anglais) à des fins statistiques :
- Aleutians West
- Bethel
- Chugach (en)
- Copper River (en)
- Dillingham
- Hoonah-Angoon
- Kusilvak
- Nome
- Prince of Wales - Hyder
- Southeast Fairbanks
- Yukon-Koyukuk